# Universitat de Califòrnia a Riverside
La Universitat de Califòrnia a Riverside és una universitat pública de la xarxa de la Universitat de Califòrnia que es troba a la ciutat de Riverside, al Comtat de Riverside, Califòrnia. Generalment coneguda com UCR o UC Riverside, la institució és la universitat amb major creixement en població i dotació del seu sistema.
Ha estat reconeguda per l'US News en la posició 35 entre les millors universitats públiques del país, tot i que aquesta posició arriba al número 85 quan es consideren les institucions privades.

## Història
La Càmera de Regents de la Universitat de Califòrnia va establir una estació d'experimentació l'any 1907 ("UC Citrus Experiment Station") amb l'objectiu de desenvolupar nous avanços en la fertilització i canalització de terres. Després de diverses dècades, l'estació es va desenvolupar i va començar a embarcar-se en projectes més variats. Al 1961, com a reflex del creixement de l'institut, l'estació va ser coneguda com Citrus Research Center and Agricultural Experiment Station (Estació de Recerca de Cítrics i Agricultura).
Amb el suport del poder executiu de la xarxa de la Universitat de Califòrnia, Gordon S. Watkins va iniciar l'organització d'una petita universitat que va ser adoptada pel sistema l'any 1954. Va ser reconeguda com a universitat plena dins de la xarxa abans que altres, i és molt reconeguda en el Sud de Califòrnia.

## Campus universitari
La Universitat té dos campus en el Sud de Califòrnia. El campus principal és a Riverside. El campus secundari es troba a Palm Desert. L'àrea total dels campus és de 485 hectàrees.

## Classificació

### Classificació nacional
| Nom de la classificació                                       | Posició |
| ------------------------------------------------------------- | ------- |
| CNBC Definitive Guide to College (2019)                       | #12     |
| Money Magazine Best Colleges for your Money (2019)            | #12     |
| Washington Monthly National University Rànquings (2018)       | #28     |
| Center for World University Rànquings (2019-2020)             | #75     |
| Rànquing Acadèmic de les Universitats del Món (2019)          | #59-#66 |
| O.S. News & World Report National University Rànquings (2019) | #85     |

### Classificació mundial
| Nom de la Classificació                                            | Classificació |
| ------------------------------------------------------------------ | ------------- |
| Rànquing Acadèmic de les Universitats del Món (2018)               | #201–300      |
| O.S. News & World Report Best Global Universities Rànquings (2018) | #151          |
| Center for World University Rànquings (2019-2020)                  | #204          |
| Times Higher Education World University Rànquing (2019)            | #212          |

## Esports
"UC Riverside Highlanders" és el nom dels equips esportius de la Universitat. Fins a l'any 2019, van pertànyer a la 1a Divisió de la NCAA. Els colors dels equips són el blau i l'or. La mascota és Scotty Highlander.

## Biblioteques
UC Riverside té quatre biblioteques que contenen més de 5 milions de llibres. Les biblioteques es diuen "Tomás Rivera Library", "Orbach Science Library", "Music Library" i "Special Collections & University Arxives".

## Professors notables
- Richard Schrock, químic, Premi Nobel de Química
- Barry Barrish, físic, Premi Nobel de Física
- Masatoshi Koshiba, físic, Premi Nobel de Física
- Chris Abani, escriptor
- John Baez, matemàtic
- Mike Davis, sociòleg
- Nalo Hopkinson, escriptora
- Laila Lalami, novel·lista
- Robert Nisbet, sociòleg
- Jane Smiley, novel·lista
- Karl Taube, maianista
- Christopher Chase-Dunn, sociòleg
- John Martin Fischer, filòsof

## Alumnes notables
- Billy Collins, poeta
- Richard Schrock, físic, Premi Nobel de Química
- Tim White, paleontòleg
- Brenda Martinez, atleta, medalla d'or en el Campionat Mundial de Judo
- Jamie Chung, actriu
- Elizabeth George, escriptora
- Neil Campbell, zoòleg
- Mason Gaffney, economista
- Barbara Hambly, escriptora
- Patricia Ja Lee, actriu
- AnnMaria De Mars, esportista, medalla d'or en el Campionat Mundial d'Atletisme
- Ryan Holiday, autor
- Charlyne Yi, actriu